# Isabelle Fabre
Isabelle Fabre (1971) è un'ex sciatrice alpina francese.

## Biografia
Slalomista pura, Isabelle Fabre debuttò in campo internazionale in occasione dei Mondiali juniores di Zinal 1990; il 9 febbraio 1999 ad Abetone prese per l'ultima volta il via in Coppa Europa (20ª) e il 28 marzo successivo conquistò a Mount Hood l'ultimo podio in Nor-Am Cup (2ª). Si ritirò all'inizio della stagione 1999-2000 e la sua ultima gara fu uno slalom speciale FIS disputato il 15 dicembre a Les Orres; non debuttò in Coppa del Mondo né prese parte a rassegne olimpiche o iridate.

## Palmarès

### Nor-Am Cup
- Miglior piazzamento in classifica generale: 25ª nel 1999
- 1 podio (dati dalla stagione 1994-1995):
  - 1 secondo posto

### Campionati francesi
- 1 medaglia:
  -  1 oro (slalom speciale nel 1993)[senza fonte]